# Gamergaminmus africana
Gamergaminmus africana är en insektsart som beskrevs av  1906. Gamergaminmus africana ingår i släktet Gamergaminmus och familjen Nogodinidae. Inga underarter finns listade i Catalogue of Life.